# 조선국립교향악단
조선국립교향악단(朝鮮國立交響樂團, State Symphony Orchestra of DPRK)은 조선민주주의인민공화국의 대표적인 관현악단으로, 북한 내에서는 '평양 국립 교향악단' 또는 '국립교향악단'으로 표기한다.

## 역사
- 1946년 - 8월 8일에 '중앙교향악단'이라는 명칭으로 첫 공연을 가졌다.
- 1947년 - 해당 해 1월에 단원을 보강해 2관편성으로 확대했다.
- 1948년 -  국립예술극장 산하의 연주 단체로 편입되었고, 한반도 역사상 최초의 본격 오페라인 김순남의 '인민유격대'를 비롯한 여러 무대 작품의 공연에 참가했다.
- 1956년 - 독자적인 단체로 독립
- 1969년 - 조선예술영화촬영소의 관현악단과 통합되어 영화음악의 녹음을 위주로 활동했다.
- 1971년 -  피바다가극단 산하 연주 단체가 되었고, 조선민주주의인민공화국에서 대표적인 관현악 작품으로 손꼽는 '아리랑환상곡', '내 고향의 정든 집', '청산벌에 풍년이 왔네', '그네뛰는 처녀', 피아노 협주곡'조선은 하나다', 바이올린 협주곡 '사향가', 교향곡 '피바다'[1]등의 작품을 초연했다.
- 1980년 - 2차로 다시 독립해 현재의 명칭으로 고쳤다.
- 1982년 - 윤이상의 '광주여 영원히!'를 작곡가가 지켜보는 가운데 연주했다.
- 1986년 - 폴란드 순회 공연 중 '바르샤바의 가을' 음악제에 참가했고, 윤이상의 클라리넷 협주곡과 교향곡 제1번을 연주해 호평을 받았다.
- 1992년 - 일본을 방문해 단독 공연하였다.
- 1998년 - 박범훈이 대한민국 지휘자로는 최초로 '윤이상 통일 음악회' 무대에서 이 악단을 지휘하였다.
- 2000년 -  북한 최고의 영예인 김일성훈장을 수상하였으며, 8월에는 북한 예술 단체로는 최초로 서울을 방문해 예술의전당 및 kbs홀에서 각각 두 차례씩의 단독 공연과 KBS 교향악단과의 합동 공연을 가졌다.
- 2007년 - 조선민주주의인민공화국 기악작품 최초로 상주 공연장인 모란봉 극장에서 개인 창작음악회인 수석 지휘자 장룡식 창작음악회가 조선국립교향악단의 연주로 열렸다.
- 2008년 - 미국 관현악단으로서는 최초로 북한 방문을 가진 뉴욕 필하모닉과 소규모 합동 연주를 가지기도 했다.
- 2013년-일본인 지휘자인 이노우에 미치요시와 만수대예술단과 협연으로 베토벤 교향곡9번을 협연하였고 관현악 아리랑을 일본인 지휘자인 이노우에 미치요시가 지휘하였다.

## 형태
기본적으로 3관 편성의 서양 관현악단 형태를 유지하고 있지만, 평양음악대학 같은 교육 기관이나 다른 관현악단, 예술단들의 협조를 얻어 4관 편성으로도 확대가 가능하며 저대나 단소, 장새납 등 북한에서 개량한 민족관악기(죽관악기) 연주자들도 정식으로 편성되어 있다. 2000년대 후반 들어 트럼펫과 트롬본 파트에 추가 인원이 배치되기 시작했는지, 곡에 따라 각각 대여섯 명 씩의 트럼페터와 트롬보니스트가 연주하는 모습도 볼 수 있다.
종합적이고 집약적인 공연을 위해 지휘자 외에도 작곡가, 독주자, 독창자, 무대 연출가, 녹음/녹화 기사, 응급 의료진, 극장 관리자 등 공연과 관련된 거의 모든 직책의 인물들을 정식 단원으로 기용하고 있다. 이들을 모두 합치면 거의 160명 이상이 단원으로 배속되어 있는 셈인데, 실제 관현악단 단원들은 대략 120명 가량으로 추산된다.
초기에 관현악단 단원들은 하프 연주자를 제외하고는 100% 남성들만으로 편성했는데, 2000년에 서울 공연을 했을 때도 여성 연주자는 하프 연주자 한 사람 뿐이었을 정도로 남성 연주자의 비율이 압도적이었다. 이후 2000년대 후반부터 소속 단원들 중 일부가 고령으로 은퇴하거나 은하수관현악단 등으로 재배치되어 결원이 생기게 되자, 여성 단원들도 바이올린이나 비올라, 첼로, 콘트라베이스 등 현악 파트에서 몇 명씩 뽑고 있다.

## 음반 발매
2000년부터는 북한 유일의 음반사인 광명음악사에서 북한 창작곡 위주로 독자적인 시리즈의 음반을 출반하고 있으며, 현재까지 17종의 음반이 발매되었다. 2005년에 발매된 15-17집은 '외국음악집'이라는 부제가 붙어 있으며, 순수 서양 곡들을 위주로 100% 연주한 음반을 발매하였으며 쇼스타코비치와 차이콥스키, 글린카, 요한 슈트라우스 2세 등의 작품이 수록되어 있어서 주목되고 있다. 단 이 15~17집은 대한민국에서 합법적으로 수입이 가능하다고 한다.
최근에는 북한에서 처음 창단된 예술 단체라는 역사적인 이유와 김정일의 '음악정치'라는 슬로건의 대표 악단으로서 주목받고 있다.

## 악장
현재 기준으로 악장은 공석이다. 2000년도 조선국립교향악단 서울 공연에서도 모습을 드러낸 바 있다.

## 상주 공연장
현재 조선국립교향악단의 상주 공연장은 모란봉극장으로 이곳에서 장룡식 개인 창작음악회나 각종 연주회를 열기도 하며, 때에 따라서는 회의장으로 사용하기도 한다.

## 지휘자
현재 수석 지휘자는 장룡식이 조선인민군공훈국가합창단 단장 겸 수석지휘자로 겸직하고 있으며, 채주혁, 허문영, 김정균 이 세사람이 부수석으로 지휘하고 있고, 차석 지휫사로 방철진이, 조광, 최광성, 한영상, 김일진, 조정림, 김용건, 김주혁, 리철웅, 리일찬 등이 객원 지휘자로 이름을 올렸거나 올리고 있다.
이외에도 객원 지휘자로 김일진, 조정림, 최광성, 조광, 한영상 등의 북한 내부의 알려진 지휘자들과 이준무 등의 교포 지휘자, 김홍재, 정명훈 등의 한국 지휘자, 프랜시스 트래비스,이노우에 미치요시 등의 외국 지휘자들과도 간혹 공연하고 있다.
2000년 후반 이후로는 이들 중 오스트리아의 빈 음악대학 지휘과에서 유학하고 온 젊은 지휘자인 방철진과 같은 유학파 출신으로 젊은 나이에 부수석 지휘자 위치에 올라온 채주혁이 자주 출연하고 있다. 또한 서울시립교향악단의 정명훈, 울산시립교향악단 수석 지휘자 김홍재도 방북해서 지휘를 한 기록을 찾아볼 수 있다.

### 역대 수석 지휘자
조선국립교향악단의 역대 수석 지휘자의 경우 정확한 자료가 없기 때문에 연혁은 생략한다.
- 1대 김기덕
- 2대 허재복
- 3대 김병화
- 4대 장룡식 - 조선인민군공훈국가합창단의 단장 겸 수석지휘자로 겸직한다

### 주로 연주되는 곡
연주곡의 비율은 대략 조선 관현악곡(북한 창작곡)이 70%, 그 외 서양 관현악곡이나 현대음악이 30% 정도로 여겨진다. 북한 작품들도 대다수가 김정일이 음악 부문을 지도하기 시작한 1970년대 이후의 곡들이 주로 연주된다.
김정일의 자국 관현악곡의 창작 지도 방침은 완전 창작을 하는 것을 금지하고 기존 노래 선율을 최대한 살리는 편곡식 작곡을 하도록 방침을 정했다.이렇게 해서 북한 관현악곡 거의 모두는 조선인민군 공훈합창단, 보천보전자악단, 왕재산경음악단 등에서 작곡된 성악곡과 민요, 가요에 종속되는 2차 창작 편곡물이라는 형태를 보인다.
대부분의 자국 연주곡들은 질리도록 많이 공연한 것들이라, 가끔 지휘자 뿐 아니라 모든 단원들이 아예 악보를 외워서 공연하는 진기명기풍 암보 연주를 보여주기도 한다. 김대중 15대 대통령이 대한민국 국가원수로는 처음으로 방북했을 때 축하 공연에서도 김병화 지휘로 관현악 '아리랑' 을 암보 연주하는 장면이 뉴스에 방영된 바 있다.
2000년대 들어 주로 러시아 같은 우방국의 작품들을 중심으로 서양 곡들의 비중이 점차 높아지고 있지만,주체사상의 영향력이 강대한 탓에 그 비율이 북한 창작곡을 잡아먹는 일은 없을 듯 보인다. 그래도 과거에는 정말 연주 안할 것 같았던 적성국의 작곡/편곡 작품까지 레퍼토리에 올리고 있는 것을 보면, 이래저래 변화를 꾀하고 있는 것 같기도 하다.

## 연주 장면을 모은 동영상
대한민국에서 CD로 정발된 음악이나 연주된 곡 목록에 대한 자세한 설명과 더불어 정치적인 문제가 없는 연주 동영상을 링크한다.

### 서양 명곡/외국곡
북한에서 연주된 서양 명곡들을 모은 영상들이다. 이 중에는 조선국립교향악단 정식 발매 cd에 수록이 되어 있는 곡도 있다.
1.리하르트 슈트라우스의 교향시 죽음과 변용
2.차이콥스키의 교향 환상곡 '프란체스카 다 리미니' 초반부
위 두 동영상의 지휘는 아르헨티나계 이탈리아인인 루이스 라파엘 살로몬(Luis Rafael Salomon)이라는 사람이 했다고 되어 있다. 홈페이지도 있는데, 'Videoclip'에서 더 많은 동영상을 볼 수 있다.
3.베토벤의 서곡 코리올란
4.멘델스존의 바이올린 협주곡 드보르자크의 교향곡 9번
위 두 동영상은 평양 모란봉극장을 방문한 일본의 중견 지휘자인 이노우에 미치요시가 지휘했으며, 멘델스존의 바이올린 협주곡 드보르자크의 교향곡 9번은 북한의 여성 바이올린 연주자인 정현희가 독주를 맡았다.
5.차이콥스키의 이탈리아 기상곡 45번
2005년도에 발매된 북한 조선국립교향악단 명의 cd에 수록된 서양 명곡이다. 수석 지휘자인 장룡식이 지휘했다.
6.러시아 명곡 묶음
러시아 명곡들을 모아 편곡한 명곡 묶음이다. 우리에게 흔히 잘 알려진 게임 테트리스에 사용된 음악도 묶여있는 곡이다. 다만 북한 조선국립교향악단 발매 cd수록 한정으로는 북한 서정가요인 '지새지 말아다오 평양의 밤아'가 한 곡 포함되어있으나 이 영상의 경우는 순수 러시아 100% 명곡들로만 구성되어있다.영상의 지휘는 부수석 지휘자인 채주혁이 지휘했다.
7. 베토벤 교향곡 9번
이 영상은 관현악으로 편곡된 아리랑을 먼저 연주 후에 베토벤 교향곡 9번을 공연한다. 지휘는 이노우에 미치요시가 맡았고 합창은 만수대예술단이 맡았다..

### 북한에서 작곡 및 편곡된 관현악곡
북한에서 창작.작곡 및 편곡한 2차 창작물의 관현악 편곡이다. 북한에서 제작된 관현악곡은 주로 성악곡에 종속된 2차 창작 편곡물이라는 형태를 보여주고 있다. 이 중 가곡 및 합창곡 편곡 및 교향곡 중에서 대한민국에서 연주되거나 정식 음반이 발매된 곡을 가지고 영상을 첨부하도록 한다.

#### 1.청산벌에 풍년이 왔네 - 김옥성 작곡 김영규 편곡
1960년대에 만들어진 집단 창작 음악극인 '청산리 사람들'에서 작곡가 김옥성이 맡은 마지막 합창 대목을 민요 풍년가를 소재로 하여 관현악으로 편곡한 작품. 원곡은 배고픈 남쪽땅(=남한)에 쌀을 보내준다러던지 풍년이 수령님 은덕이라는 가사 때문에 여전히 남한에서는 금지곡이지만, 관현악 편곡의 경우 순수 기악곡이여서 2000년에 있었던 조선국립교향악단 서울 단독공연에서 연주되었고 역시 대한민국 관현악단들도 자주 무대에 올리고 있다. 동영상의 지휘는 수석 지휘자인 장룡식이 맡았다.
꽹과리와 징, 장새납(현재 대한민국에서는 장새납을 구할 수가 없고, 이를 구할 방법이 없기 때문에, 이 곡을 연주할 시에는 모양과 소리가 비슷한 국악기인 태평소가 장새납을 대신하여 연주한다. 그러나 간혹 장새납을 구해서 연주하는 교향악단도 있다.)
이 같이 편성된 죽관악기,민속 타악기의 추가 편성의 부분 배합관현악 편제의 곡으로,중간부에서 농악 풍으로 솔로 연주를 펼치는 장새납 주자의 모습을 볼 수 있다.
대한민국에서는 통일부와 국가정보원의 자문을 통해 2000년도에 조선국립교향악단 상임지휘자인 김병화에게 지휘를 배운 서울특별시 청소년 교향악단의 상임지휘자 박태영이 소장한 악보에 따라서 서울시 유스 오케스트라(서울시 청소년 교향악단)를 이끌고 직접 지휘를 하였으며,처음 연주시 장새납을 구할 수가 없기 때문에 서울시 국악관현악단 단원이 연주하는 장새납과 비슷한 개량하기 전의 국악기인 태평소로 연주했었다. 또한 이 곡은 취주악으로도 편곡되어 연주하는데, 장새납 부분을 클라리넷이 대신 연주하기도 한다.

#### 2.사향가(내 고향을 이별하고<추색>) - 김영규 편곡
이 노래는 1920년대에 만들어진 가곡으로 원래 제목은 내 고향을 이별하고(추색)이다.일제강점기 시대에 독립운동가 사이에서 가장 많이 불린 곡이기도 하다.북한에서는 김일성이 이 노래를 직접 만들었다고 주장하며 '불후의 고전적 명작'으로 둔갑해 격상시켜 선전하고 있지만,실제로는 대한제국군악대 시위연대에서 플루트를 연주한 정사인의 작품으로 밝혀졌다.
2000년도에는 김영규 편곡으로 관현악(오케스트라) 편곡이 되었고 2000년도에 조선국립교향악단 서울공연 연주 목록에 포함되어 있었으며, 신나라레코드에서 발매한 북한 관현악 모음집인 '임진강'에 바이올린 협주곡 버전으로도 수록이 되어 있다. 하지만 이 노래의 제작자는 누구인지 아직까지도 논란이 있는 노래이다.
북한판 곡에서는 만경대라느니 그런 내용의 가사가 등장하는점 때문에 이는 주의해야 한다. 이런 2차 창작 편곡물은 모르나 북한판 사향가는 반드시 주의할 것.원래 가사는 "내고향을 떠나올때 나의 어머니 문앞에서 눈물 흘리며 잘 다녀오라 하신말씀 아 귀에 쟁쟁해"라는 내용으로, 고향을 떠나서 타향살이를 하러 갈 때 어머니가 마중나오시며 눈물을 흘린다는 이야기이다.

#### 3.교향곡 피바다 - 김영규,김윤봉 작곡
이 노래는 역시 신나라레코드에서 발매된 북한 관현악 모음집인 임진강에 수록된 연주곡이다. 이는 대한민국에서는 혁명가곡으로 알려져 부담감이 있지만, 일본에서는 재일동포 지휘자이자 울산시립교향악단 상임지휘자인 김홍재가 일본에서 연주한 기록이 있으며 김홍재의 자세한 설명으로 큰 부담없이 들을 수 있는 곡이다.
김홍재의 지휘로 일본에서도 연주를 한 기록이 남아있고 또한 전라북도 전주시립교향악단이 2002년도에 이 곡을 연주를 추진하여  전주시와 문화관광부공연예술과, 전주지검, 통일부, 국가정보원,영상물 등급위원회등에 공연 가능성 여부를 질의해 관계당국 등의 관련 자문을 통해 연주한 기록이 있다.
1930년대 일제에 짓밟힌 온 나라가 피바다, 불바다가 된 것이 사실이고, 이 내용을 가극으로, 교향곡으로 옮긴 곡이다. 대한민국도 이승만, 박정희, 전두환 정권의 독재에 항거하여 현재의 대한민국이 완성이 되었고 현재에 이르듯이 이 곡은 일제강점기 때의 일본에 저항하고 항거하는 내용이기에 문제가 없는 곡이다. 영상의 지휘는 수석 지휘자인 장룡식이 지휘했다.
전체적인 내용은 가극 ‘피바다’의 가요와 아리아를 각 장의 주제로 삼아 김영규와 김윤봉이 작곡했다.
가극 ‘피바다’는 순박한 농촌 여성이었던 ‘을남 어머니’가 영웅적 독립투사로 변신하는 과정을 그리는 대표적 혁명가극이고 70년도 경에 교향곡으로 만들어진 것이 바로 이 곡이다. 이 곡은 총 3악장으로 구성되어 있으며 아래의 악장별 설명을 들어보면 알 수 있다.
1악장 주제피바다
1악장은 30년대 일제 강점기 치하를 암시하듯 무겁고 느린 호른의 솔로로 시작된다.한민족의 슬픔과 아픔을 저음으로 연주하다가 당시 유행했던 가요‘피바다가’가 관현악 총주로 울려퍼진다.이어서 일제 강점기때의 일본의 만행에 국토가 유린당하는 모습을 형상화하는 강한 울림 속에서‘토벌가’가 연주되면서 끝난다.
2악장 주제일편단심 붉은마음 간직합니다.
2악장은 투쟁의 길에 나선 을남 어머니의 내면을 숭고하게 묘사한다.가요 ‘일편단심 먹은 마음 간직합니다’의 선율을 목관이 주제로 제시하고, 이어서 관현악의 힘찬 울림이 주인공의 결의와 확신을 표현한다.
3악장 주제혁명의 기치
3악장은 일제 강점기때의 일본에 투쟁의 깃발을 치켜들고 투쟁하는 모습을 행진곡 ‘혁명가’를 주제로 삼아 묘사하고, 관현악이 총동원된 웅장한 피날레를 연주하면서 마침표를 찍는다.

#### 4.죽관 3중주,피치카토 현악합주 처녀의 노래
죽관악기 3중주(저대,단소,고음저대),피치카토 현악으로 이루어진 처녀의 노래이다. 처녀를 타령하는 순수 민요풍의 서정가요이다. 지휘는 수석 지휘자인 장룡식이 지휘했다.

### 민요편곡
조선국립교향악단에서 연주된 민요 편곡본의 경우는 대부분 고음저대와 중음저대, 저대, 단소, 장새납이 포함된 죽관악기 및 꽹과리 등의 전통악기를 포함한 편성의 부분 배합관현악 편성을 취하고 있다.
1.최성환 편곡의 아리랑 환상곡(1), (2), (3)
북한에서 만들어진 관현악 곡 중에서 대한민국 및 전 세계 유명 오케스트라 악단 등지에서 자주 연주되는 곡이다. 특히 뉴욕 필하모닉 오케스트라의 로린 마젤이 평양 인민문화궁전에서 공연하였고 이 곡을 직접 지휘하여 전 세계적으로 유명해진 곡이다.
원래 이 곡은 원곡이 짧은 곡이지만 선율을 다양한 변주로 전개함으로써 그토록 광대한 규모의 악곡으로 만들 수 있는 편곡자의 기술에 감동했다고 일본의 중견 지휘자인 이노우에 미치요시가 밝혔으며, 이 곡은 대한민국에서는 이를 국악관현악이나 남한식 배합관현악이라고 칭하는 퓨전 국악으로 재 편곡하여 자주 연주하기도 한다.
또한 조선국립교향악단 해외 순방공연때에는 반드시 이 곡이 필수 레퍼토리로 들어가는 것은 물론이며, 북한을 방문해 조선국립교향악단을 지휘하는 외국인 지휘자 및 외국의 교향악단,관현악단이 북한을 방문해 공연하는 경우 이 곡을 반드시 필수적으로 지휘해 주거나 연주해야만 한다고 한다. 1번 동영상은 위에 서양 명곡 부분에서 언급된 일본의 중견 지휘자인 이노우에 미치요시가 지휘했으며, 2번 영상은 오스트리아 유학파이자 조선국립교향악단 부수석 지휘자인 채주혁이 지휘했으며, 세 번째 영상은 위에 언급된 지휘자 루이스 라파엘 살로몬이 지휘했다.
2.경상도 민요 옹헤야
신나라레코드에서 발매된 민요 삼천리에 수록된 연주곡이다. 꽹과리를 포함한 부분 배합관현악이 특징이다.

## 같이 보기
- 윤이상관현악단